# Paulista
Paulista, offiziell portugiesisch Município de Paulista, ist eine Großstadt im brasilianischen Bundesstaat Pernambuco. 
Sie liegt auf einer Breite von 07º57'00" Süd und 34º52'59" westlicher Länge auf einer Höhe von 13 Metern über dem Meeresspiegel und hatte im Jahr 2010 300.466 Einwohner. Die Einwohnerzahl wurde zum 1. Juli 2018 vom Instituto Brasileiro de Geografia e Estatística (IBGE) auf 329.117 Bewohner geschätzt, die Paulistenser, portugiesisch: paulistenses, genannt werden.

## Geographie
Die Fläche beträgt 97 km². Paulista liegt an der Küste des Atlantiks, wobei es 14 km Strand besitzt. In der Nachbarschaft liegen die Orte Abreu e Lima, Janga, Pau Amarelo, Conceição und Maria Farinha. Recife, die Hauptstadt Pernambucos, liegt circa 12 km südlich. Die Schutzheilige Paulistas ist Nossa Senhora dos Prazeres (Unsere Dame der Vergnügen).

## Geschichte

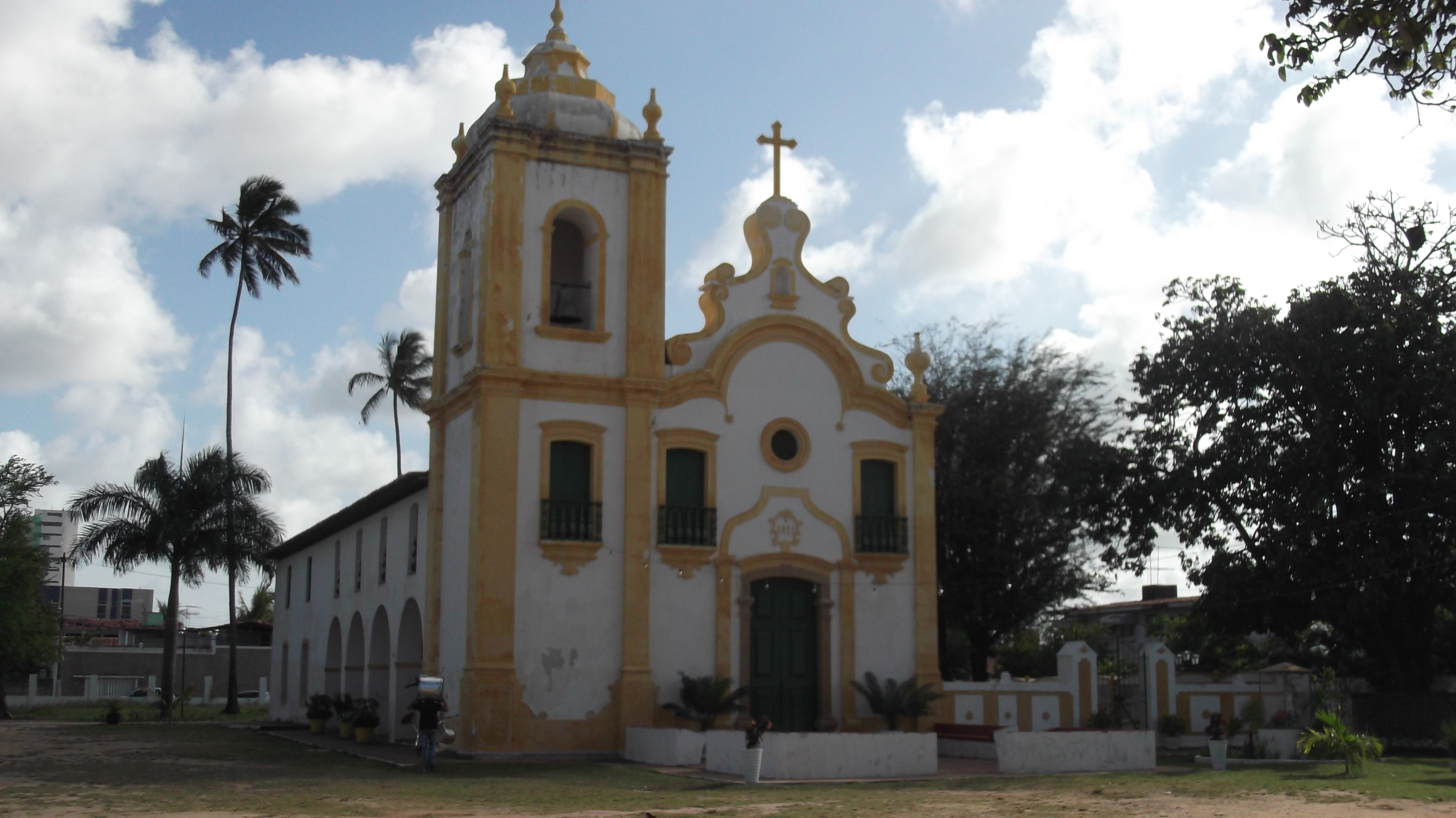
Igreja Matriz Nossa Senhora do Ó, Pau Amarelo

Das Gebiet, das man heute als Paulista versteht, entstand im Jahre 1689, als durch Manoel de Moraes Navarro, genannt „de O Paulista“ (etwa: der aus São Paulo), große Gebiete in dieser Region, dem Kapitanat Pernambuco, erworben wurden. Seitdem ist Gebiet für die Zuckerrohr-Kultivierung erschlossen. 
Bis Paulista 1935 selbstständige Stadt wurde, gehörte Paulista von Anfang an zur Stadt Olinda.

## Wirtschaft
Mit einer städtischen Bevölkerung von nahezu 100 % herrschen in Paulista heute Dienstleistung, Industrie, das Finanzgewerbe und der Tourismus als Wirtschaftsformen vor. Der Tourismus begründet sich durch die Lage Paulistas an der Küste des Atlantiks, so dass viele Menschen aus der Region ihre Ferien oder ihr Wochenende in Paulista verbringen. Eine der aktuellen Investitionen in den Tourismus Paulistas stellt mit 12.000.000 $ der „Veneza Water Park“ dar. Er soll mit 10,5 ha einer der größten Aquaparks Brasiliens werden.
Aber auch das Agrobusiness ist mit der Alkohol- und Zuckerherstellung, so wie dem Anbau von Maniok und Süßkartoffeln, so wie den Cash Crops Bananen und Kokosnuss stark vertreten.

## Stadtverwaltung
Exekutive: Stadtpräfekt (Bürgermeister) ist seit der Kommunalwahl 2016 Gilberto Gonçalves Feitosa Júnior, genannt Júnior Matuto, des Partido Socialista Brasileiro (PSB), der das Amt seit 2013 innehat.
Die Legislative liegt bei der Câmara Municipal aus 15 gewählten Stadträten, den vereadores.

## Verwaltungsgliederung
Paulista ist in vier Verwaltungsregionen (portugiesisch: Administração Regional) und 24 Bairros (Stadtviertel) aufgeteilt:
- Administração Regional 1: Centro, Bairro do Nobre, Vila Torres Galvão, Cidade Tabajara, Jardim Velho
- Administração Regional 2: Arthur Lundgren I, Arthur Lundgren II, Jardim Paulista, Mirueira, Paratibe
- Administração Regional 3: Maranguape I, Maranguape II, Jardim Maranguape, Fragoso, Engenho Maranguape, Jaguarana
- Administração Regional 4: Janga, Pau Amarelo, Nossa Senhora do Ó, Nossa Senhora da Conceição, Maria Farinha, Enseadinha, Parque do Janga, Poty

## Sport
Paulista ist Heimat des 1938 gegründeten Fußballclubs Íbis Sport Club und des Paulistano Futebol Clube, in dem Rivaldo seine Karriere begann.

## Söhne und Töchter der Gemeinde
Paulista war möglicherweise 1972 der Geburtsort von Rivaldo, einem brasilianischen Fußballspieler und Weltmeister.
- Wildson Índio (* 1997), eigentlich Wildson Silva de Melo, Fußballspieler